# Zeilleria perforata
Genre
Espèce
Synonymes
- Terebratula perforata Piette, 1856

Zeilleria perforata est une espèce éteinte de brachiopodes, parfois désignée sous son synonyme, Terebratula perforata, et qui a vécu au Jurassique inférieur (Sinémurien) où ses fossiles ont été découverts dans plusieurs pays d'Europe.
Cette espèce appartient au genre Zeilleria selon A. Dulai et A. Williams et ses collègues.